# 新妻一彦
新妻 一彦（にいつま かずひこ、1957年10月1日 - ）は、日本の実業家。昭和産業代表取締役社長、日本植物油協会会長。元製粉協会会長。

## 人物・経歴
福島県いわき市出身。1981年明治大学経営学部経営学科卒業、昭和産業入社、神戸工場総務課経理配属。ブドウ糖営業を経て、1998年からみつわ食品代表取締役社長として事業の整理を行い、1999年に菜花堂代表取締役社長に就任。2001年昭和産業広域営業本部長。2009年執行役員に昇格。常務取締役、専務取締役を経て、2016年から代表取締役社長を務め、製粉協会会長も兼務し、グローバル化を進めるなどした。日本植物油協会副会長も務めた。2020年から2度目の製粉協会会長に就任。2022年日本植物油協会会長。